# فرانچسکو پاچینی (بازیکن فوتبال)
فرانچسکو پاچینی (انگلیسی: Francesco Pacini؛ زادهٔ ۷ ژانویهٔ ۱۹۹۵) بازیکن فوتبال اهل ایتالیا است.
از باشگاه‌هایی که در آن بازی کرده‌است می‌توان به باشگاه فوتبال نووارا و باشگاه فوتبال امپولی اشاره کرد.